# Гюнтер, Кристиан
Кри́стиан Гю́нтер (нем. Christian Günter; род. 28 февраля 1993, Филлинген-Швеннинген) — немецкий футболист, защитник и капитан клуба «Фрайбург» и сборной Германии.

## Клубная карьера
Начал карьеру в команде «Танненбронн». В 2006 году он перешёл в футбольную школу клуба «Фрайбург». В 2012 году Кристиан начал выступления за дублирующий состав «волков» в региональной лиге Германии, одновременно с этим он попал в заявку основной команды. 8 декабря в матче против футбольного клуба «Гройтер Фюрт» дебютировал в Бундеслиге, заменив во втором тайме Вегара Хеденстада. В новом сезоне стал одним из основных футболистов клуба и смог заслужить вызов в сборную. 8 ноября 2014 года в поединке против «Шальке 04» забил свой первый гол за «Фрайбург». По итогам сезона 2014/2015 клуб вылетел из элиты, но Кристиан остался в команде.

## Карьера в сборной
13 мая 2014 года в товарищеском матче против сборной Польши Гюнтер дебютировал за сборную Германии, заменив во втором тайме Оливера Зорга.
В 2015 году в составе молодёжной сборной Германии принял участие в молодёжном чемпионате Европы в Чехии. На турнире он сыграл в матче против Сербии, Чехии и Португалии.